# هزینه ترازشده انرژی

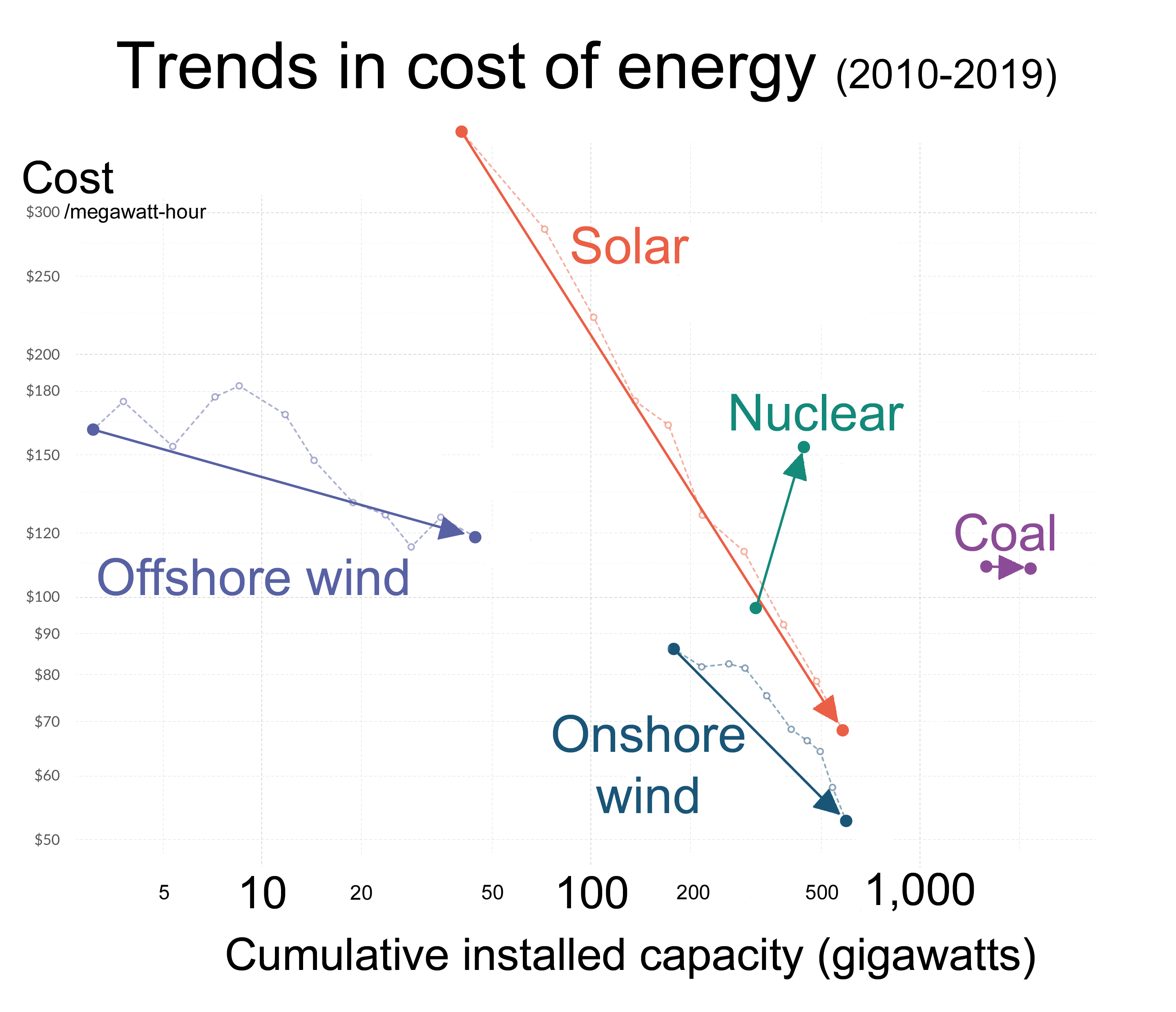

هزینه تراز شده انرژی (LCOE)، یا هزینه تراز شده برق، معیار متوسط هزینه خالص فعلی تولید برق برای یک نیروگاه تولیدی در طول عمر آن است. هزینه تراز شده انرژی به عنوان نسبت بین کلیه هزینه‌های تخفیف خورده در طول عمر یک نیروگاه برق تقسیم می‌شود و بر مبلغ تخفیف داده شده از انرژی واقعی تحویلی تقسیم می‌شود. از هزینه تراز شده انرژی برای مقایسه روش‌های مختلف تولید برق استفاده می‌شود. هزینه تراز شده انرژی «متوسط درآمد هر واحد برق تولید شده را نشان می‌دهد که برای بازیابی هزینه‌های ساخت و بهره برداری از نیروگاه در طی چرخه فرضی مالی مورد نیاز است.» ورودی به هزینه تراز شده انرژی توسط برآوردگر انتخاب می‌شود. آنها می‌توانند شامل هزینه سرمایه، «هزینه سوخت، عملیات ثابت و متغیر و هزینه‌های نگهداری، هزینه‌های تأمین مالی و نرخ بهره فرض فرض شده باشند.»

## محاسبه
هزینه تراز شده انرژی به صورت زیر محاسبه می‌شود:
{\displaystyle \mathrm {LCOE} ={\frac {\text{sum of costs over lifetime}}{\text{sum of electrical energy produced over lifetime}}}={\frac {\sum _{t=1}^{n}{\frac {I_{t}+M_{t}+F_{t}}{\left({1+r}\right)^{t}}}}{\sum _{t=1}^{n}{\frac {E_{t}}{\left({1+r}\right)^{t}}}}}}
| It | : | investment expenditures in the year t                 |
| Mt | : | operations and maintenance expenditures in the year t |
| Ft | : | fuel expenditures in the year t                       |
| Et | : | electrical energy generated in the year t             |
| r  | : | discount rate                                         |
| n  | : | expected lifetime of system or power station          |